# Соцкий, Василий Михайлович
Василий Михайлович Соцкий (30 марта 1929, Грицков, Хмельницкая область — 6 ноября 2009, Кривой Рог, Днепропетровская область) — советский и украинский горный инженер, научный деятель. Заслуженный шахтёр УССР (1979).

## Биография
Родился 30 марта 1929 года в селе Грицков Городокского района (ныне в Хмельницкой области).
В 1953 году окончил Криворожский горнорудный институт. Член КПСС.
В 1953—1963 годах — начальник участка, заместитель главного инженера шахты имени Ворошилова рудоуправления имени Ф. Э. Дзержинского.
В 1963—1965 годах — начальник шахты «Коммунар».
В 1965—1973 годах — начальник шахты «Гигант-Глубокая».
В 1973—1979 годах — управляющий рудоуправлением имени Ильича.
В 1980—1990 годах — заместитель председателя территориального совета научно-технического общества (НТО).
В 1990—2009 годах — заместитель председателя совета научно-технического общества Научно-исследовательского горнорудного института (НТО НИГРИ).
Работая на разных должностях пропагандировал передовой опыт, был инициатором научных собраний. Будучи начальником шахты «Гигант-Глубокая» достиг наивысшего результата производительности труда на подземных работах в СССР — 22 тысяч тонн на одного рабочего. Внедрил систему подэтажного принудительного обрушения. На руднике имени Ильича руководил процессом добычи без нарушения поверхности, с закладкой выработанного пространства твёрдой смесью, что сохранило железнодорожные пути и тысячи метров жилья.
Умер 6 ноября 2009 года в Кривом Роге.

## Награды
- Орден Ленина;
- Орден Трудового Красного Знамени;
- Знак «Шахтёрская слава» 3-й степени;
- Медаль «В ознаменование 100-летия со дня рождения Владимира Ильича Ленина»;
- Заслуженный шахтёр УССР (1979);
- Бронзовая медаль ВДНХ.